# Icius separatus
Icius separatus là một loài nhện trong họ Salticidae.
Loài này thuộc chi Icius. Icius separatus được Richard C. Banks miêu tả năm 1903.